# Nouvelle cuisine danoise
 (avril 2015).
Si vous disposez d'ouvrages ou d'articles de référence ou si vous connaissez des sites web de qualité traitant du thème abordé ici, merci de compléter l'article en donnant les références utiles à sa vérifiabilité et en les liant à la section « Notes et références ».

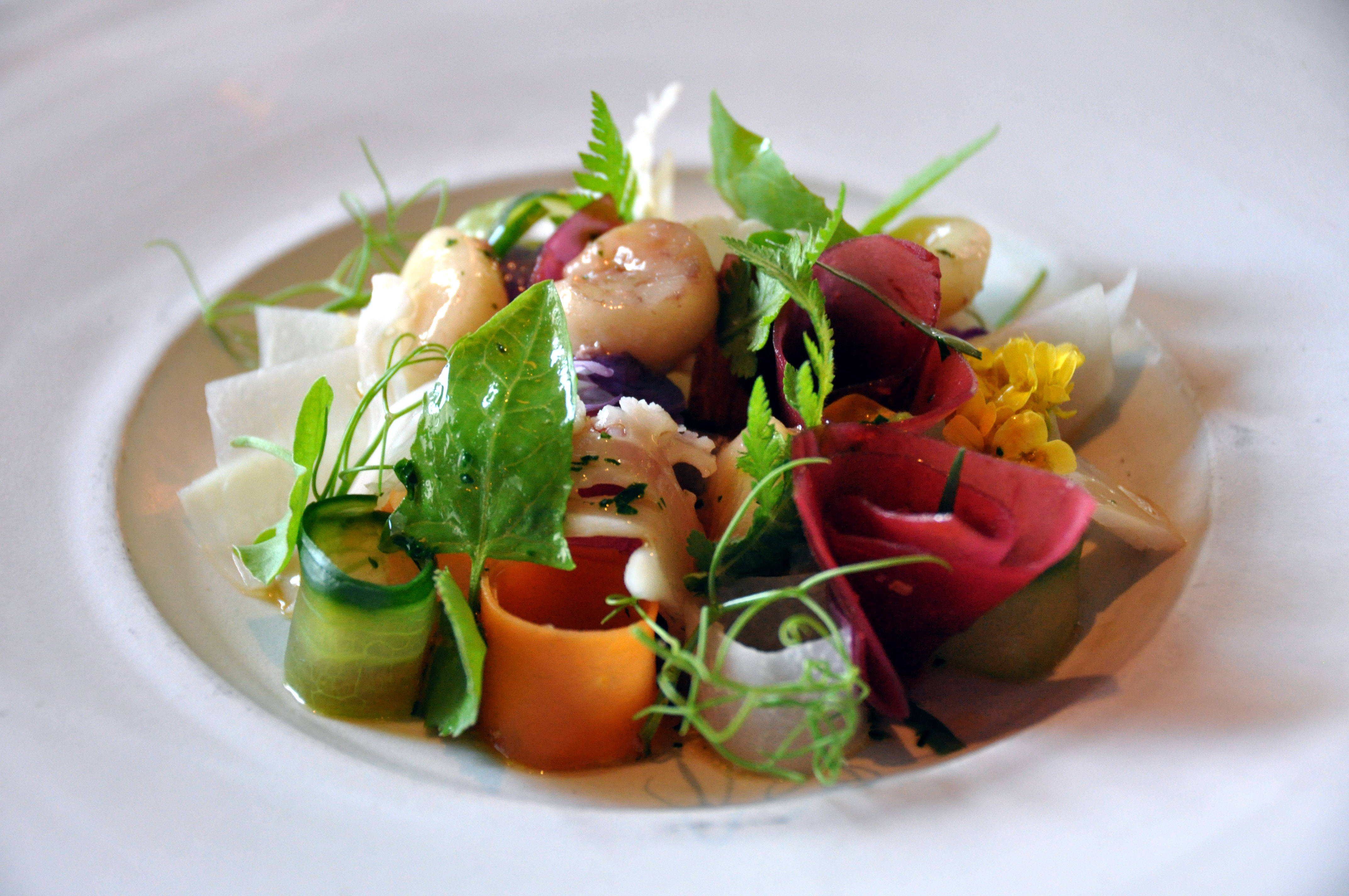
Moelle avec des légumes marinés, plat avec des ingrédients traditionnels locaux du restaurant Noma.

La nouvelle cuisine danoise (danois) est une composante de la « nouvelle cuisine nordique » qui a été développée depuis 2004 dans une tentative visant à promouvoir les produits naturels comme base pour de nouveaux plats à la fois dans les restaurants et à la maison. En conséquence, un certain nombre de restaurants danois ont introduit de nouveaux ingrédients combinés avec des aliments traditionnels préparés de nouvelles façons.

## Approche
La nouvelle cuisine danoise a cherché à tirer parti des possibilités inhérentes aux recettes traditionnelles scandinaves de poisson et de viande, en s’appuyant sur l’utilisation de produits locaux, tout en redonnant et en adaptant certaines techniques plus anciennes, par exemple la marinade, le fumage et le salage. Les produits tels que le colza, l’avoine, le fromage et d’anciennes variétés de pommes et de poires sont actuellement préparés avec plus d’attention à la sauvegarde de leurs saveurs naturelles. Ces mesures ont été prises par les promoteurs de la nouvelle cuisine nordique en parallèle avec leur prise de conscience d’un intérêt croissant pour les aliments biologiques dans toute la région. En plus des préoccupations pour « la pureté et la fraicheur », ils ont également pour objectif d’utiliser au maximum des produits de saison tels que les pommes de terre nouvelles, les fraises et les asperges en été et les produits de boulangerie et les viandes assaisonnées au cours de la période de Noël.

## Galerie

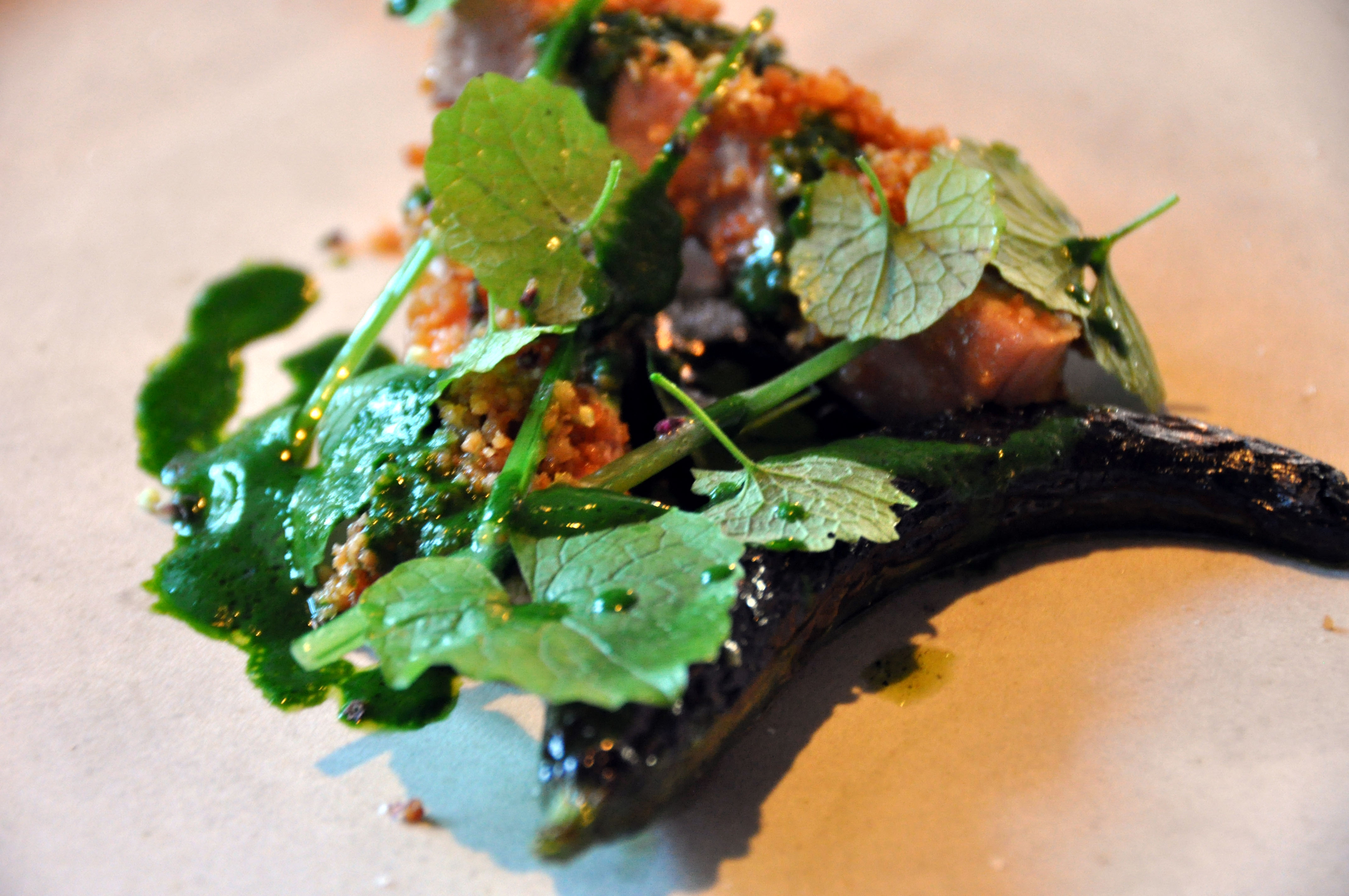
Bacon frit avec ail des ours et concombres grillés.
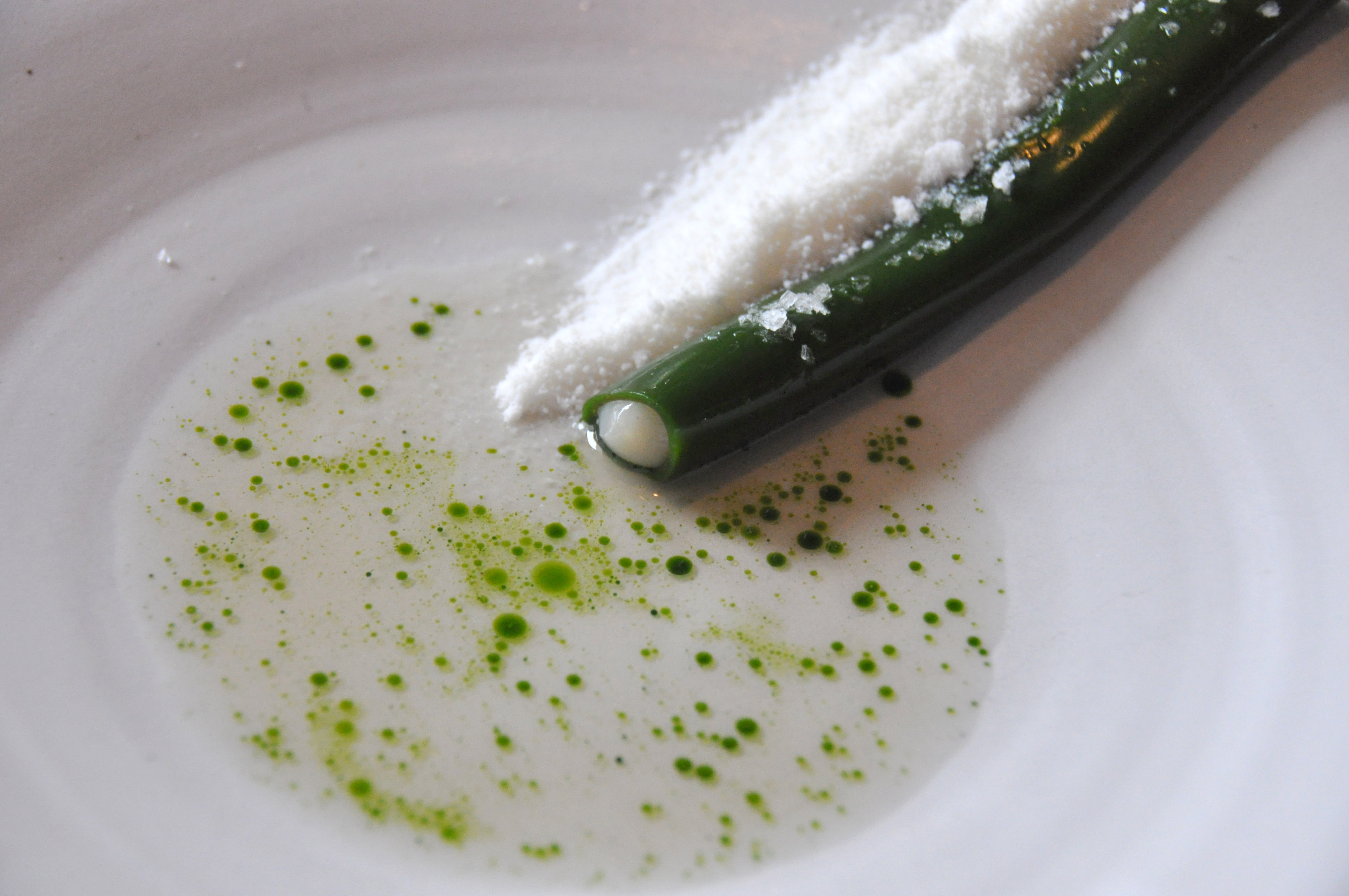
Couteaux crus avec gelée de persil, neige de babeurre et raifort.
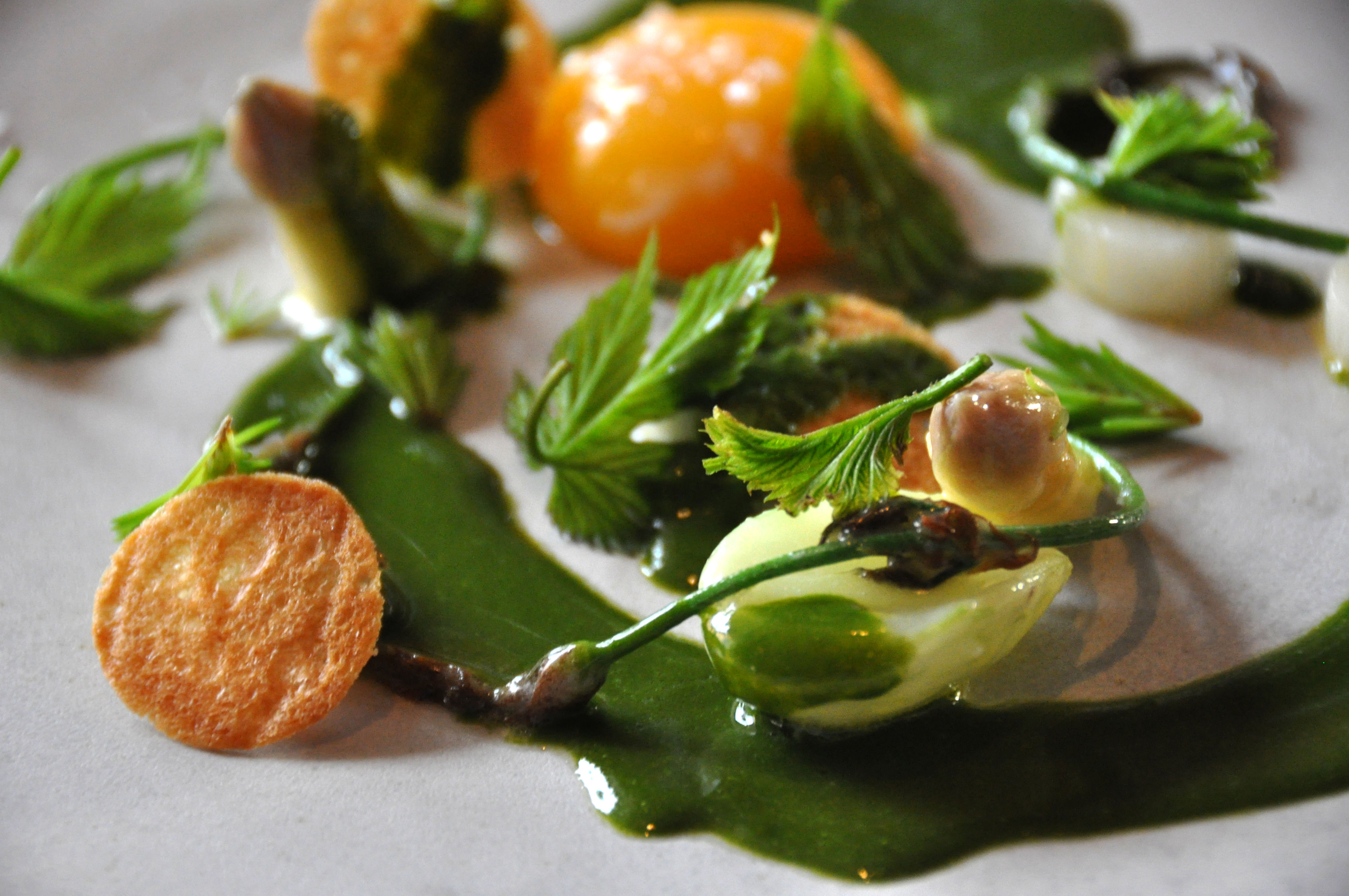
Asperges blanches avec jaune d’œuf poché et sauce à l’aspérule odorante.
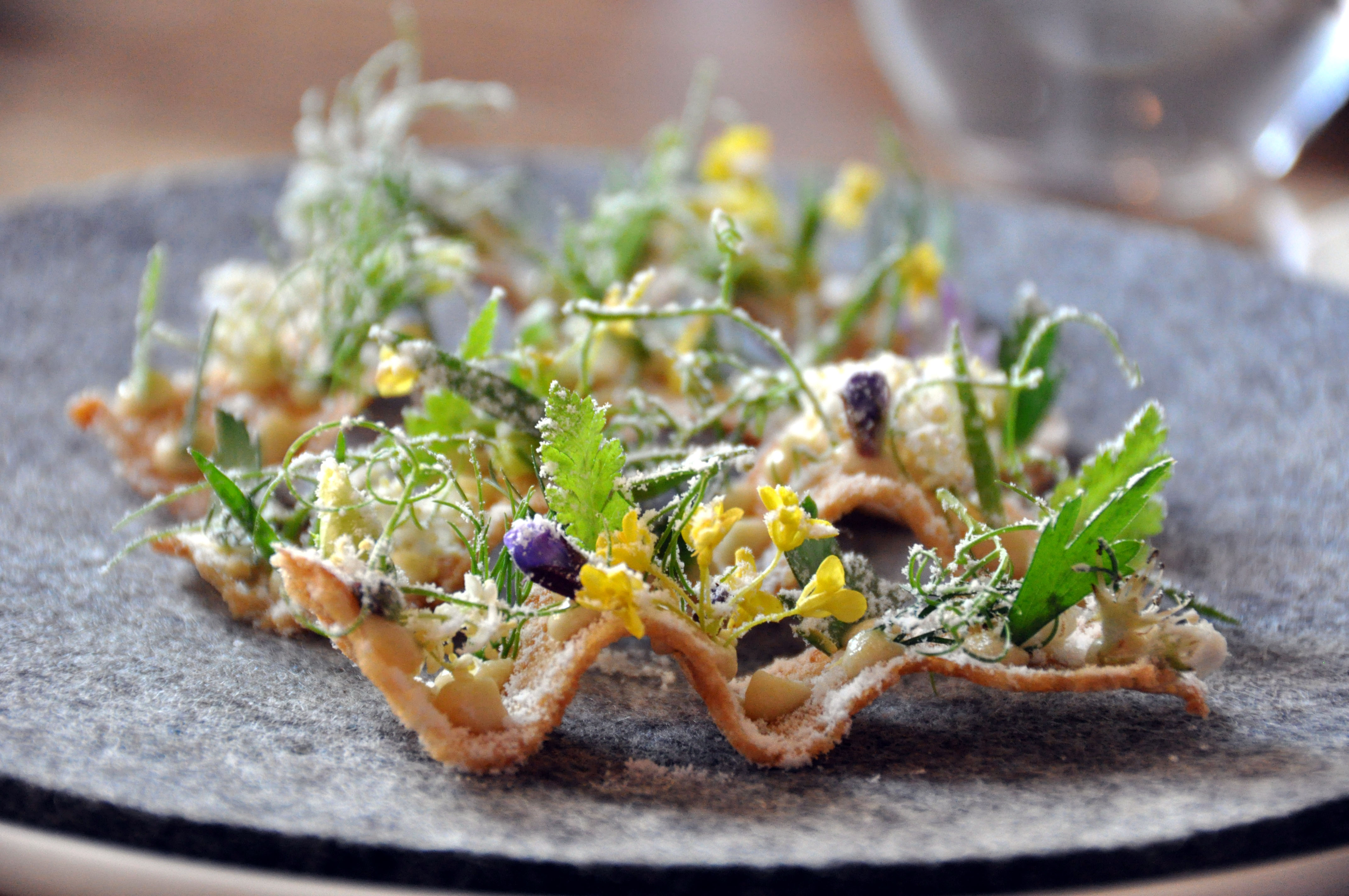
Toast avec caviar de turbot et poussière de vinaigre.